# Karel Neffe (Ruderer, 1948)
Karel Neffe (* 6. Juli 1948 in Prag; † 13. Februar 2020 ebenda) war ein tschechoslowakischer Ruderer.
Neffe belegte bei den Europameisterschaften 1971 den sechsten Platz im Vierer mit Steuermann. Bei den Olympischen Spielen 1972 in München ruderte der tschechoslowakische Vierer mit Steuermann in der Besetzung Otakar Mareček, Karel Neffe, Vladimír Jánoš, František Provazník und Steuermann Vladimír Petříček zur Bronzemedaille hinter den beiden deutschen Booten. Im Jahr darauf trat der tschechoslowakische Vierer bei den Europameisterschaften 1973 in der gleichen Besetzung wie in München an und gewann Bronze hinter den Booten aus der Sowjetunion und der DDR. Nach einem fünften Platz bei den Weltmeisterschaften 1975 belegte Neffe mit dem Vierer den vierten Platz bei den Olympischen Spielen 1976 in Montreal. 
Bei den Weltmeisterschaften 1977 trat Neffe zusammen mit Karel Mejta junior und Steuermann Jiří Pták im Zweier mit Steuermann an und gewann Bronze hinter den Booten aus Bulgarien und aus der DDR. Im Jahr darauf siegte das Boot aus der DDR, Neffe, Mejta und Pták erhielten dahinter die Silbermedaille. Bei den Weltmeisterschaften 1979 erreichte Neffe mit dem Achter den siebten Platz, bei den Olympischen Spielen 1980 in Moskau fuhr Neffe mit dem tschechoslowakischen Achter auf den vierten Platz. 
1981 kehrte Neffe in den Vierer mit Steuermann zurück. Nach einem vierten Platz bei den Weltmeisterschaften 1981 belegte der Vierer in der Besetzung Vojtěch Caska, Josef Neštický, Jan Kabrhel, Karel Neffe und Jiří Pták 1982 die Silbermedaille hinter dem DDR-Vierer. Es folgte ein fünfter Platz mit dem Vierer bei den Weltmeisterschaften 1983. Wegen des Olympiaboykotts 1984 konnte Neffe seine Karriere nicht mit einer vierten Olympiateilnahme beschließen.
Karel Neffes Sohn Karel Jr. war ebenfalls Olympiateilnehmer im Rudern.